# ای آی ای: فقدان رؤیا
ای آی ای: فقدان رؤیا (به انگلیسی: A I A: Dream Loss) ششمین آلبوم استودیویی از موسیقی‌دان آمریکایی لیز هریس می‌باشد که تحت نام هنری گروپر منتشر شده‌است. این آلبوم به‌عنوان بخشی از مجموعهٔ آلبوم دوبخشی ای آی ای در ۱۱ آوریل سال ۲۰۱۱ از سوی یلو الکتریک منتشر گردید.